# Rafael Pires Vieira
Rafael Pires Vieira (Florianópolis, 1 de agosto de 1978) é um futebolista brasileiro que atua como atacante. Atualmente, defende o Lahti.
Um dos mais populares futebolista atuando no futebol finlandês, onde recebeu o apelido de Angel, devido a famosa música de Pekka Ruuska chamada "Rafaelin enkeli", é o maior artilheiro da história do Lahti, onde atuou durante três temporadas ao lado do lendário Jari Litmanen, e também é o terceiro maior artilheiro da história da Veikkausliiga (primeira divisão finlandesa) com 110 gols, do qual já foi artilheiro em duas oportunidades.

## Carreira
Tendo iniciado sua carreira profissional aos dezoito anos, atuando no futebol finlandês, mais precisamente no HJK Helsinki,[carece de fontes?] o maior clube do pequeno país, terminou sua primeira temporada como o grande destaque do futebol local, após marcar onze vezes em 21 partidas no campeonato, terminando como o artilheiro, mesmo tendo disputado apenas oito partidas como titular De quebra, também terminou como campeão do campeonato finlandês e da copa da liga finlandesa.
Apesar do grande sucesso em sua primeira temporada, tanto no clube como profissional, acabou sendo emprestado durante um ano e meio ao Jazz Pori.[carece de fontes?] Neste, no entanto, não teve o mesmo desempenho, marcando apenas sete vezes em 31 partidas. Posteriormente, retornou ao HJK, onde, durante o próximo ano,[carece de fontes?] marcou no campeonato dezenove vezes em 32 partidas. Tal desempenho, chamou a atenção de alguns clubes dos principais campeonatos da Europa, tendo se transferido para o neerlandês Heerenveen.[carece de fontes?]
Na nova equipe, no entanto, atuou apenas oito vezes em duas temporadas, deixando o clube após a segunda, rumando ao futebol turco, para defender o Denizlispor. Porém, na Turquia, também não conseguiria atuar com frequência, disputando apenas três partidas. Decidiu então retornar à Finlândia. Acabara retornando apenas para a terceira divisão, indo defender o pequeno FJK Forssan. Em sua única temporada no clube, terminou como artilheiro do campeonato, com dezessete gols.
Suas atuações lhe renderam uma transferência para o Lahti, onde terminou como artilheiro do campeonato em sua terceira temporada no clube, dez anos depois da primeira vez, com catorze tentos em 26 partidas. Curiosamente, também terminou dez anos depois como campeão pela segunda vez em sua carreira da copa da liga finlandesa nessa temporada. Ainda nessa mesma temporada, passaria a atuar ao lado da lenda finlandesa Jari Litmanen.
Na temporada 2009, para comemorar os vinte anos da criação da Veikkausliiga, fora realizada uma votação para eleger os maiores destaques da história da liga. Rafael terminou eleito como o melhor atacante para o onze ideal, compondo o esquema 4-4-2.